# Cementerio N° 1 de Valparaíso
El Cementerio N° 1 de Valparaíso es un cementerio ubicado en el cerro Panteón, al norte del Cementerio de Disidentes, en la ciudad de Valparaíso, Chile. Creado en 1825, fue declarado Monumento Nacional de Chile, en la categoría de Monumento Histórico, mediante el Decreto Exento n.º 1797, del 28 de noviembre de 2005.

## Historia
Antes de la existencia del cementerio, se enterraba a los muertos de la ciudad, según las costumbres coloniales, en zanjas comunes ubicadas al costado de las iglesias y conventos, y a las personas menos pudientes en quebradas deshabitadas. La fundación de cementerios públicos en el país comenzó durante el gobierno de Bernardo O'Higgins, que creó el Cementerio General de Santiago. El 3 de diciembre de 1821 se presentó por primera vez un proyecto de fundar un cementerio en Valparaíso en una pequeña colina en las afueras de la ciudad, posteriormente denominada cerro Panteón, bajo auspicio del gobernador José Ignacio Zenteno.
Existen antecedentes del funcionamiento del Cementerio N.º 1 desde 1825, que fue exclusivamente católico hasta 1883. En abril de 1885 hubo un temporal en la ciudad que hizo reblandecer la tierra del cerro, haciendo resbalar a los ataúdes por la quebrada, que aterrizaron en las casas que se encontraban en la ladera, provocando algunas muertes entre los habitantes. Luego del terremoto de 1906 la capilla del cementerio, que había sido construida en 1835, junto a la torre del reloj de la entrada y al mausoleo que guardaba el corazón de Diego Portales fueron destruidos.
En 1922 se construyó un nuevo pórtico de acceso obra del arquitecto suizo Augusto Geiger, y se instaló una imagen réplica, donada por Juan Brown y traída desde Roma, de la Pietà de Miguel Ángel.

## Descripción

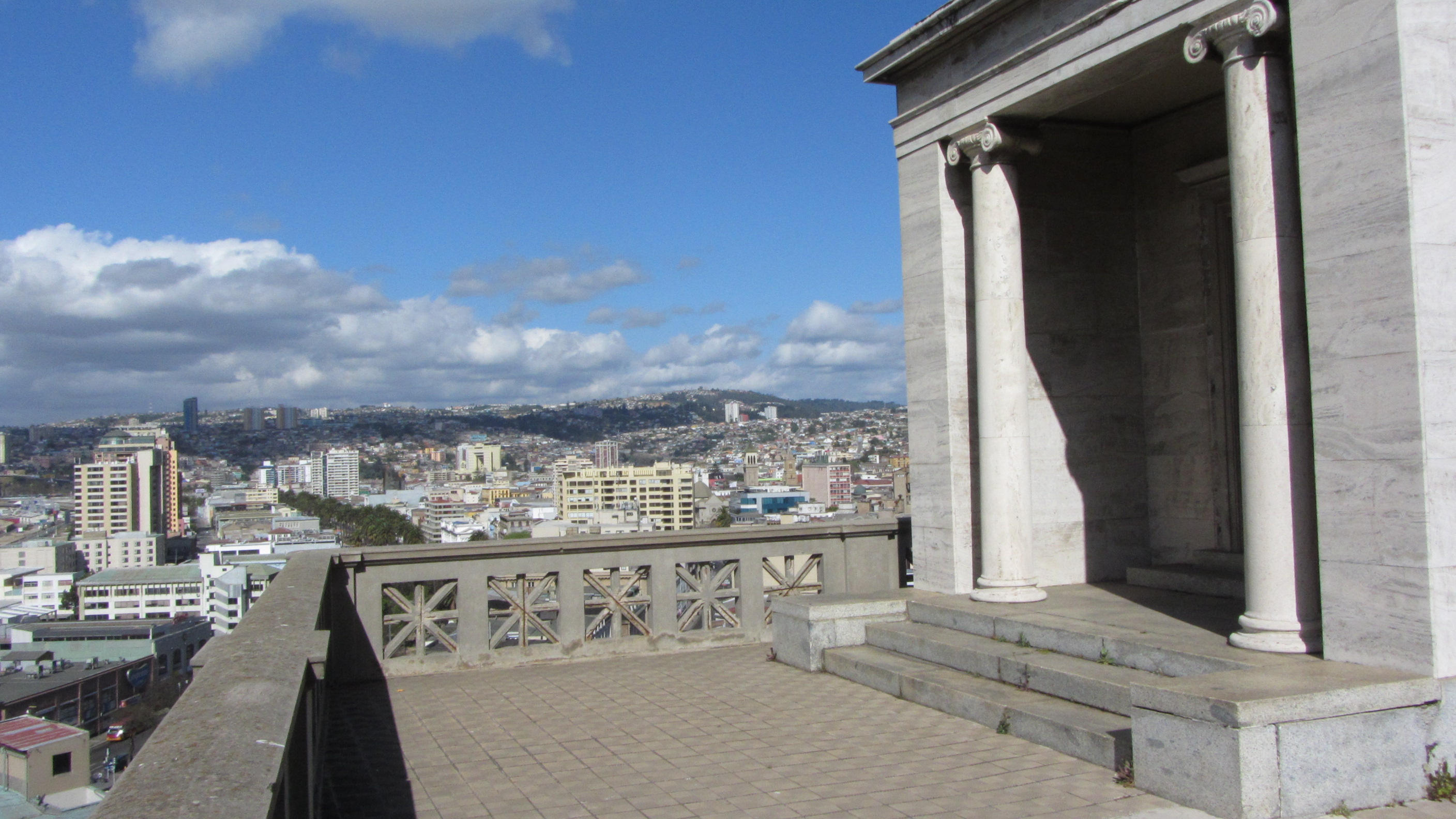
Mausoleo de Pascual Baburizza junto al balcón mirador del cementerio.

Ubicado en la planicie del cerro Panteón el acceso del cementerio, al frente de la entrada al Cementerio de Disidentes, está compuesto por un atrio cubierto, de estilo neoclásico, rodeado de columnas dóricas, con un gran plano mural en donde se señala la ubicación de las personalidades más importantes enterradas. Al lado derecho del atrio se ubica la réplica de la Pietà de Miguel Ángel.
El acceso da paso a una red de avenidas rodeadas de mausoleos, tumbas y epitafios que terminan en un balcón mirador que se encuentra junto al mausoleo de Pascual Baburizza. Se identifican estilos neogóticos y neoclásicos, como también una gran cantidad de vitrales.